# راي دومينغيز
راي دومينغيز (بالإنجليزية: Ray Dominguez)‏ هو لاعب كرة قدم أمريكية أمريكي، ولد في 12 يوليو 1988 في بينبردج في الولايات المتحدة.

## وصلات خارجية
- راي دومينغيز على موقع مرجع كرة القدم المحترفة.كوم (الإنجليزية)